# Milan Mijatović
Milan Mijatović (Pljevlja, 1987. július 26. –) montenegrói válogatott labdarúgókapus, a Borac Banja Luka játékosa.

## Pályafutása

### Klubcsapatokban
Pályafutását szülővárosának csapatában, a Rudar Pljevljában kezdte, ahol a 2009-2010-es szezonban mutatkozott be a montenegrói élvonalban. Kétszer nyert kupát, egyszer pedig bajnoki címet a csapattal, amelynek színeiben 82 bajnokin lépett pályára.Az ezt követő időszakban Iránban játszott, a Mesz Kermán és a Zob Ahan Eszfahán együtteseiben. 2017 és 2019 között a Budućnost Podgorica kapusa volt, majd Bulgáriába, a Levszki Szofija együtteséhez igazolt. Első számú kapusa volt a bolgár klubnak, amelyben a 2019-2020-as idényben harminc tétmérkőzésen védett. 2020 nyarán a csapat pénzügyi nehézségei miatt távozott a klubtól és igazolt a magyar élvonalba visszajutó MTK-hoz.

### A válogatottban
2015. október 12-én, egy Oroszország elleni mérkőzésen mutatkozott be a montenegrói válogatottban.

## Statisztika

### A montenegrói válogatottban
| Montenegró | Montenegró | Montenegró |
| Év         | Mérk.      | Gólok      |
| ---------- | ---------- | ---------- |
| 2015       | 1          | 0          |
| 2016       | 1          | 0          |
| 2018       | 2          | 0          |
| 2019       | 5          | 0          |
| 2020       | 6          | 0          |
| 2021       | 6          | 0          |
| 2022       | 7          | 0          |
| 2023       | 4          | 0          |
| Összesen   | 32         | 0          |

### Mérkőzései a montenegrói válogatottban
| #   | Dátum               | Ellenfél     | Eredmény | Kiírás              | Esemény |
| --- | ------------------- | ------------ | -------- | ------------------- | ------- |
| 1.  | 2015. október 12.   | Oroszország  | 0 – 2    | Eb-selejtező        |         |
| 2.  | 2016. március 24.   | Görögország  | 1 – 2    | barátságos mérkőzés |         |
| 3.  | 2018. március 23.   | Ciprus       | 0 – 0    | barátságos mérkőzés |         |
| 4.  | 2018. június 2.     | Szlovén      | 0 – 2    | barátságos mérkőzés |         |
| 5.  | 2019. június 7.     | Koszovó      | 1 – 1    | Eb-selejtező        |         |
| 6.  | 2019. június 10.    | Csehország   | 0 – 3    | Eb-selejtező        |         |
| 7.  | 2019. szeptember 5. | Magyarország | 2 – 1    | barátságos mérkőzés | 46'     |
| 8.  | 2019. október 14.   | Koszovó      | 0 – 2    | Eb-selejtező        | 15'     |
| 9.  | 2019. november 14.  | Anglia       | 0 – 7    | Eb-selejtező        |         |
| 10. | 2020. szeptember 5. | Ciprus       | 2 – 0    | Nemzetek Ligája     |         |
| 11. | 2020. szeptember 8. | Luxemburg    | 1 – 0    | Nemzetek Ligája     |         |

## Sikerei, díjai
Rudar Pljevlja
- Montenegrói bajnok: 2009–10
- Montenegrói Kupa-győztes:  2009–10, 2010–11